# Локтины
Локтины — деревня в Арбажском районе Кировской области. 

## География
Находится недалеко от правого берега Вятки на расстоянии примерно 24 километров по прямой на север-северо-восток от районного центра поселка Арбаж.

## История
Известна с 1678 года как починок Загуляевской с 4 дворами, относился к вотчинам Вятского епископа. В 1873 году учтено было здесь (деревня Загуляевская или Лохтинская) дворов 21 и жителей 160, в 1905 (снова починок Загуляевский) 38 и 264, в 1926 50 и 249, в 1950 (уже Лохтины) 34 и 124, в 1989 году оставалось 45 постоянных жителей. Нынешнее название утвердилось с 1978 года. До января 2021 года входила в состав Сорвижского сельского поселения до его упразднения.

## Население
Постоянное население составляло 37 человек (русские 84%) в 2002 году, 12 в 2010.